# Lithachne pinetii
Lithachne pinetii är en gräsart som först beskrevs av Charles Wright, och fick sitt nu gällande namn av Mary Agnes Chase. Lithachne pinetii ingår i släktet Lithachne och familjen gräs. Inga underarter finns listade i Catalogue of Life.